# Petr Jašek
Petr Jašek (Kladno, 1963.) češki je humanitarni djelatnik, liječnik, filmski redatelj i član dobrotvorne organizacije Glas mučenika. Poznat je po volonterskom liječničkom radu u Nigeriji i Sudanu, gdje se istaknuo u spašavanju žrtava napada islamističkih terorističkih skupina poput Boko Harama.
Sudanska vlast ga je početkom prosinca 2015. godine tajno zatočila u glavnom gradu Khartoumu. Nakon nekoliko dana, kada je češka javnost i diplomacija upoznata za slučajem, započeli su diplomatski pokušaji njegova spašavanja preko veleposlanstva u Kairu i posredovanja UN-a, ali bez uspjeha. Suprotno međunarodnim sporazumima o pravima političkih zatvorenika, sudanski režim je tek osam mjeseci nakon zatočenja objavio razloge i optužbe za provedbu te radnje. Prema službenim izvješćima optužen je za špijunažu i proglašen državnim neprijateljem, jer je "dokumentiranjem progona sudanskih kršćana i brigom za izbjeglice naštetio međunarodnom ugledu Sudana." Službeni sudski spor sudanske države protiv Jašeka pokrenut je u jesen 2016. godine.
Brojne međunarodne udruge i institucije za zaštitu ljudskih prava (Human Rights Watch) te građanske inicijative (CitizenGO) od samoga počeka suđenja isticali su kako se radi o "namještenom sudskom procesu kojeg Sudan provodi kako bi spasio svoj ugled nakon razotkrivanja genocida nad kršćanima u tom zemlji." Osim špijunaže, sudanska vlast tužila ga je i za neovlašteni prelazak državne granice i govor mržnje te protuzakonito miješanje u unutarnje poslove Sudana. Budući da se sudski proces odvijao prema islamskom zakoniku, Jašek je trebao dobiti smrtnu kaznu, ali ona je izbjegnuta naporima češke diplomacije i međunarodnih insitucija. 28. studenoga 2016. predstavnica incijative CitizenGo Miriam Kuzárová i Petrova djeca Vanda i Petar predali su više od 400 000 potpisa Gianniu Magazzeniu, ravnatelju podružnice za Južnu i Sjevernu Ameriku, Europu te središnju Aziju pri uredu UN-ova visokog povjerenika za ljudska prava, koji je obećao kako će upotrijebiti sve zakonske alate kako bi osigurao pošteno suđenje i siguran povratak Petra Jašeka u Češku.
29. siječnja 2017. na namještenom sudskom procesu osuđen je na 20 godina zatvora zbog špijunaže, ometanja državne granice i unutarnjih poslova te širenje govora mržnje i nesnošljivosti. Također, radi neovlaštenog humanitarnog djelovanja morao je platiti jamčevinu od 100 000 sudanskih funta. Prvi koji je reagirao na službenu presudu bio je češki zastupnik u Europskom parlamentu Tomáš Zdechovský, koji je proces nazvao "namještenim", a optužbe "nekonstruktivnima".
Nakon što je Jašekov pravni tim podnio žalbu na prvostupanjsku presudu, sudanski sud ga je 26. veljače 2017. oslobodio optužbi za špijunažu i potkopavanje sudanskog režima. Prije oslobađajuće presude u zatvoru je proveo više od godinu dana. Sud je u svom izvješću priznao da je pod pritiskom sudanskih vlasti montirao proces kako bi zastrašio kritičare sudanskog režima i sve jaču kršćanofobiju u toj zemlji. Jašek je bio prvi Europljanin koji se u Sudanu suočio s takvom kaznom.

## Vanjske poveznice
- Prisoner Alert - Petr Jašek (engl.)